# Forrest Landis
Forrest Landis (Palm Beach, Florida, 9 de agosto de 1994) es un actor estadounidense. Es mayormente conocido por sus papeles de Mark Baker en Doce en casa y de Rhett Loud en Plan de vuelo. Tiene una hermana llamada Lauren Landis.

## Filmografía
Doubting Thomas
- 2003 - Doce en casa - Mark Baker
- 2005 - La llave del mal - Julian Thorpe
- 2005 - Plan de vuelo - Rhett Loud
- 2005 - Doce fuera de casa - Mark Baker
- 2005 - Little Athens - Kevin
- 2005 - Weeds - Max
- 2008 - Spy School - Thomas Miller